# Breathing the storm
Breathing the storm is een studioalbum van Jade Warrior. Het is het eerste album zonder Tony Duhig, die in 1990 overleed. De muziek van Jade Warrior moest het toen voortaan doen zonder de (binnen die muziek) extreem harde uithalen op de gitaar van hem. Jon Fields had twee andere musici om hem heen verzameld en de muziek is een rustige variant van de muziek van de band van hun Vertigo- en Islandalbums. Het album is opgenomn in de River Hundred Studio in Londen. Thema van het album was de chaostheorie met verwijzing naar de vlindervleugelslag die een orkaan veroorzaakt en een rimpel in het water die uitgroeit tot een golf.

## Musici
- Jon Field – dwarsfluit, elektronische blaasinstrumenten, percussie en toetsinstrumenten
- Colin Henson – gitaren en toetsinstrumenten
- Dave Sturt – basgitaar, percussie en toetsinstrumenten

## Muziek
Alle van Jade Warrior

| Nr. | Titel               | Duur  |
| --- | ------------------- | ----- |
| 1.  | Gaia                | 3:41  |
| 2.  | Breathing the storm | 7:03  |
| 3.  | Over ice and water  | 6:30  |
| 4.  | Gift of wings       | 2:23  |
| 5.  | Songs of the air    | 2:33  |
| 6.  | Memory of the deep  | 10:09 |
| 7.  | Reflecting stars    | 3:01  |
| 8.  | Asa no Kiri         | 4:39  |
| 9.  | Circle of wisdom    | 8:40  |